# Théâtre du Chocolat
 (avril 2025).
 (avril 2025).
Si vous disposez d'ouvrages ou d'articles de référence ou si vous connaissez des sites web de qualité traitant du thème abordé ici, merci de compléter l'article en donnant les références utiles à sa vérifiabilité et en les liant à la section « Notes et références ».
Le Théâtre du Chocolat, est un centre dramatique pour l’enfance et la jeunesse. Il est devenu célèbre au Cameroun grâce aux aventures de Bobbo et Mangetou.

## Historique
Créé en mars 1981 à Yaoundé (Cameroun), le Théâtre du Chocolat (TDC) est un centre dramatique pour l’enfance et la jeunesse. Organisateur depuis 1996 du FATEJ (Festival Africain de Théâtre pour l'Enfance et la Jeunesse). À ce jour, le TDC compte 07 permanents (équipe artistique, technique et administrative) et des non permanents qui retrouvent la compagnie en fonction des créations.

### Description
Le Théâtre du Chocolat effectue des tournées dans plusieurs pays du monde (Tchad, Bénin, RCA, Togo, France, Croatie, Suisse, Italie…) et participe à plusieurs festivals notamment, les Francophonies théâtrales pour la jeunesse à Mantes-la-Jolie, Sibenik international theatre festival for children en Croatie, Festival de la Cité à Lausanne en Suisse, Festival des Rêveurs Eveillés à Sevran, Festival racines au Bénin. Le Théâtre du Chocolat est l’organisateur du Festival de Théâtre pour l’enfance et la jeunesse à Yaoundé.

### Sur scène
- 2021: 13e édition du Festival africain de théâtre pour l'enfance et la jeunesse(Fatej)[4].
- 2010: Participation au FATEJ 2010.
- Juin 2009: Résidence de création à Tokalynga (Suède) en collaboration avec le TEATER ALBATROSS pour le spectacle “Au delà de la mer”[5].
- Octobre 2009: Suite résidence de création à Kribi (Cameroun).
- 2008: Participation 7e Edition FATEJ Yaoundé (Cameroun).
- 2006: Participation Festival International Bravo – Helsinki (Finlande).
- 2006: Participation Festival ASSITEJ Estonie avec partenariat CCF Tallin (Estonie).
- 2004: Participation 5e édition FATEJ Yaoundé (Cameroun).
- 2002: Participation 4e édition FATEJ Yaoundé (Cameroun).
- 2002: Participation Festival des Rêveurs éveillés Sevran (France).
- 2002: Participation au Festival International Francophonies Théâtrales pour la Jeunesse à Mantes-la-Jolie (France).
- 2002: Participation au Festival International Racines (Bénin).
- 2001: Participation à deux festivals internationaux: International Children’s Festival de SIBENIK en Croatie, Festival de la Cité de Lausanne en Suisse.
- 2000: 3ème édition du FATEJ.
- 1998: 2ème édition du FATEJ.
- 1996: Lancement de la 1ère édition du festival africaine de théâtre pour l'enfance et la jeunesse(FATEJ).
- 1994: Sélection au FENAC (Festival National des Arts et de la Culture du Cameroun.
- 1991: Invitation au Street Animation de  Teramo (Italie).
- Abole, est l’histoire de deux amis qui vivent ensemble[6]. Ce spectacle présenté par deux clowns et un musicien questionne sur les réalités de la vie[7].
- Le Secret du monstre, écrit et mis en scène par Etoundi Zeyang[8],[9].
- ABOK,est l’histoire de trois amis qui vivent dans un village. Pendant que Bobbo et Abessolo travaillent pour préparer la fête Mangetout, le paresseux compte sur la solidarité pour aller de case en case demander à manger… Malheureusement tout le monde le connaît déjà et l’attend de pied ferme… rejeté et humilié MANGETOU rêve d’une vengeance cruelle[10].
- Mamie Ouate en Papouasie
- Les deux voleurs[11].

### En tournée
- 2008: Tournée en Suède (Halmstad, Falkenberg, Tokalynga, Göteborg, Stockholm).
- 2007: Tournée Internationale en Alsace (France).
- 2006: Tournée Internationale Neuchâtel (Suisse).
- 2006: Tournée Internationale Région Alsace.
- 2006: Tournée Internationale Centre Culturel Français Helsinki (Finlande).
- 2002: Tournée Internationale au Bénin (Cotonou, Porto-Novo, Parakou) sur invitation du Centre Culturel Français de Cotonou.
- 2002: Tournée Internationale en France – Théâtre la Nacelle (Aubergenville).
- 2000: Tournée Internationale en Suisse (Lausanne, Sierre, Zurich) avec «ABOK».
- 1993: Tournée Internationale au Tchad sur Invitation du Centre Culturel Français de Ndjamena.

## Distinction
- 1988: Sélection au FESTAC (Festival des Arts et de la Culture) Douala au  Cameroun.
- 1989: Epi d’or de la meilleure compagnie Théâtrale du Cameroun par le ministère chargé de la Culture.
- 1990: Sélection aux Rencontres Théâtrales Internationales de Yaoundé.